# La Capelle-Bleys

La Capelle-Bleys este o comună în departamentul Aveyron din sudul Franței. În 1 ianuarie 2022 avea o populație de 355 de locuitori.